# Admiraliteitspoortje
Admiraliteitspoortje is een poortje in het oude centrum van de Noord-Hollandse stad Hoorn. Het poortje was een toegangspoort van de Admiraliteit aan de Gravenstraat, maar staat zelf in een hoek van het Kerkplein. Het poortje is aangewezen als rijksmonument onder nummer 22427.

## Geschiedenis
Het poortje werd gebouwd als onderdeel van het kantoor van de Admiraliteit te Hoorn. De Admiraliteit was gevestigd in het voormalige Agnietenklooster. Omdat de Admiraliteit werd opgeheven met de vorming van het Verenigd Koninkrijk der Nederlanden, werd het complex niet langer gebruikt. In 1818 kwam de Snijkamer in het complex, deze instelling moest verhuizen omdat de Oude Oosterpoort gesloopt werd. Het werd na 1818 stapsgewijs gesloopt, alleen het poortje werd behouden. In 1862 werd op een deel van de grond het Stadziekenhuis gebouwd. Sinds de sloop van het Stadsziekenhuis staat het poortje aan de rand van het Kerkplein tussen de aangrenzende woningen. Het heeft enige tijd gediend als toegang tot de bibliotheek
De poort is twee keer gerestaureerd; voor het eerst in 1920 onder leiding van Jacob Faber en in 1950 voor de tweede keer. Bij de laatste restauratie in 1992 is ook de gevelsteen met het wapen van West-Friesland geplaatst. Volgens een tekening van Cornelis Pronk stonden de leeuwen niet op het schild, maar lagen zij en zij keken ook de toeschouwer aan. De verf is op basis van lijnolie en standolie. De leeuwenmaskers waren van zandsteen, maar de linker is later vervangen door een van La Rochette en de rechter door een van Udelfanger zandsteen.

## Exterieur
Het bakstenen poortje in maniëristische stijl is gebouwd uit afwisselende lagen baksteen en bergsteen. Een aantal blokken zijn versierd met diamantkoppen, drie zijn versierd met een leeuwenkop en de twee tussen de drie leeuwenkoppen hebben een vierkant met reliëf. De toegangspoort wordt geflankeerd door pilasters van de Ionische. De gecanneleerde pilasters staan elk op een postament met daarop een cartouche. Ze worden op regelmatige afstand onderbroken door rechthoekige blokken met daarop diamantkoppen. Onder de onderste twee blokken zijn aan elke kant de cannelures opgevuld met staafjes. 
Boven de poort, in de fries zijn meerdere natuursteen blokken geplaatst. Op elke hoek een kop van een man. Ze hebben elk een snor en een helm met een verenkrans. Boven de pilasters, maar nog steeds in de fries, blokken met een leeuwenkop. In het midden van de fries een vrijwel vlakke steen met daarop geschilderd het jaartal 1607.
De getrapte top van de poort wordt gevormd door S- en C-vormige voluten met daartussen bakstenen. In de top, vlak boven de toegangsdeur, is een schildvormige gevelsteen geplaatst met daarop het wapen van West-Friesland. Achter het schild twee gekruiste ankers, boven het schild een roos. Aan weerszijden en onder het schild een hoofdletter "P". De roos en de P’s zijn met bladgoud bekleed. De drie letters staan voor Pugno Pro Patria (Ik strijd voor het vaderland). Helemaal bovenaan een opzetstuk met schelp- en wortelmotieven. De schelp is halfrond met daarbovenop nog een bol op een voetstuk.
De leeuwenmaskers en hoofden van mannen lijken sterk op producten uit het atelier van Hendrick de Keyser. De mannenkoppen zijn zelfs bijna gelijk aan de koppen uit de gevel van het Oost-Indisch Huis in Amsterdam.